# Rogoźna (gromada)
Rogoźna – dawna gromada, czyli najmniejsza jednostka podziału terytorialnego Polskiej Rzeczypospolitej Ludowej w latach 1954–1972.
Gromady, z gromadzkimi radami narodowymi (GRN) jako organami władzy najniższego stopnia na wsi, funkcjonowały od reformy reorganizującej administrację wiejską przeprowadzonej jesienią 1954 do momentu ich zniesienia z dniem 1 stycznia 1973, tym samym wypierając organizację gminną w latach 1954–1972.
Gromadę Rogoźna z siedzibą GRN w Rogoźnej (obecnie w granicach Żor) utworzono – jako jedną z 8759 gromad na obszarze Polski – w powiecie rybnickim w woj. stalinogrodzkim, na mocy uchwały nr 22/54 WRN w Stalinogrodzie z dnia 5 października 1954. W skład jednostki wszedł obszar dotychczasowej gromady Rój ze zniesionej gminy Boguszowice i obszar dotychczasowej gromady Rogoźna ze zniesionej gminy Żory w powiecie rybnickim, a także parcela nr kat. 8 z karty 9 obrębu Borynia oraz przysiółek Lasoki z dotychczasowej gromady Borynia ze zniesionej gminy Pawłowice w powiecie pszczyńskim w tymże województwie. Dla gromady ustalono 23 członków gromadzkiej rady narodowej.
20 grudnia 1956 województwo stalinogrodzkie przemianowano (z powrotem) na katowickie.
Gromada przetrwała do końca 1972 roku, czyli do kolejnej reformy gminnej.